# Censimento degli Stati Uniti d'America del 1830
Il censimento degli Stati Uniti d'America del 1830 fu il quinto censimento condotto negli Stati Uniti d'America. Fu indetto il 1º giugno 1830. Determinò che
la popolazione degli allora 24 stati era composta da 12,866,020 persone residenti mentre 2,009,043 erano schiavi.
Il centro della popolazione era posto a 170 miglia ovest da Washington nella Contea di Grant in Virginia.

## Dati
All'atto del censimento vennero richieste le seguenti informazioni:
- Nome del capo famiglia
- Indirizzo
- Numero di persone bianche libere maschi e femmine
  - in scaglioni di 5 anni a partire dai 20 anni
  - in scaglioni di 10 anni dai 20 ai 100 anni
  - 100 anni e oltre
- Numero di schiavi e persone di colore in 6 gruppi di età
- Numero di sordi e muti
  - Sotto i 14 anni
  - Tra i 14 ed i 24 anni
  - 25 anni e oltre
- Numero di non vedenti
- Numero di Stranieri non naturalizzati